# Ivan Bakhar
Ivan Bakhar (en bielorruso: Іван Васілевіч Бахар; Minsk, 10 de julio de 1998) es un futbolista bielorruso que juega en la demarcación de centrocampista para el F. C. Dinamo Minsk de la Liga Premier de Bielorrusia.

## Selección nacional
Tras jugar con la selección de fútbol sub-17 de Bielorrusia, la sub-19 y la sub-21, finalmente hizo su debut con la selección absoluta el 6 de septiembre de 2019 en un partido de clasificación para la Eurocopa 2020 contra Estonia que finalizó con un resultado de 1-2 a favor del combinado bielorruso tras el gol de Erik Sorga para Estonia, y los goles de Mikita Navumaw y de Maksim Skavysh para el combinado bielorruso.

## Clubes
| Club                       | País        | Año       | Partidos | Goles |
| -------------------------- | ----------- | --------- | -------- | ----- |
| F. C. Minsk                | Bielorrusia | 2014-2019 | 86       | 16    |
| F. C. Dinamo Minsk         | Bielorrusia | 2020-2022 | 84       | 23    |
| Hapoel Ironi Kiryat Shmona | Israel      | 2023      | 14       | 2     |
| F. C. Dinamo Minsk         | Bielorrusia | 2023      | 17       | 7     |
| P. F. C. Arsenal Tula      | Rusia       | 2024      | 10       | 0     |
| F. C. Dinamo Minsk         | Bielorrusia | 2024-     | 15       | 1     |

## Palmarés

### Títulos nacionales
| Título                      | Club               | País        | Año  |
| --------------------------- | ------------------ | ----------- | ---- |
| Liga Premier de Bielorrusia | F. C. Dinamo Minsk | Bielorrusia | 2023 |
| Liga Premier de Bielorrusia | F. C. Dinamo Minsk | Bielorrusia | 2024 |
| Supercopa de Bielorrusia    | F. C. Dinamo Minsk | Bielorrusia | 2025 |